# Caprarola
Caprarola är en stad och kommun i provinsen Viterbo i regionen Lazio i Italien. Staden ligger i det skogbeklädda vulkaniska bergsområdet Monti Cimini. Kommunen hade 5 366 invånare (2018).
Staden är känd för renässansherrgården Villa Farnese (ibland kallad Villa Caprarola) som planlades av arkitekterna Antonio da Sangallo d.y. och Baldassare Peruzzi i början av 1500-talet, sedan kardinalen Alessandro Farnese (sedermera påve under namnet Paulus III) köpt tomten – belägen strax ovanför staden – för att anlägga en befäst borg.

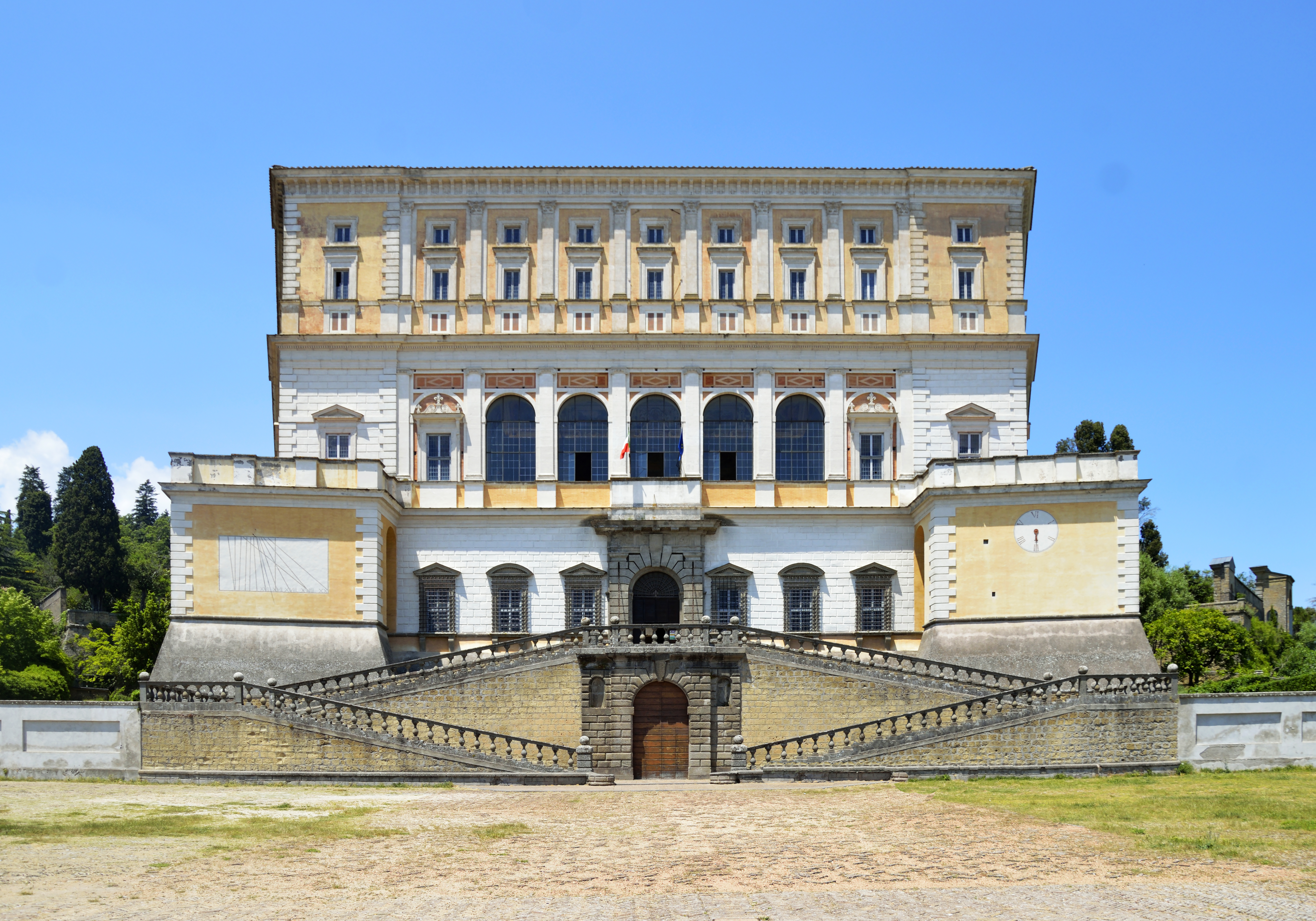
Villa Farnese sedd från söder.

År 1559 uppdrog dennes sonson, kardinalen Alessandro Farnese, åt arkitekten Vignola att rita själva villan och därmed fullborda byggnadskomplexet. Den femkantiga villan brukar räknas bland de främsta exemplen på renässansarkitektur.
Villans interiör hyser en rad manieristiska fresker, utförda av bland andra bröderna Taddeo Zuccaro och Federico Zuccaro.

## Filmografi
Villa Farnese har varit inspelningsplats för ett flertal film- och TV-produktioner, som den brittisk-italienska TV-serien Medici: Masters of Florens , som hade premiär 2016 och vars tredje säsong visas under 2019.